# 131. østlige længdekreds
Den 131. østlige længdekreds (eller 131 grader østlig længde) er en længdekreds, der ligger 131 grader øst for nulmeridianen. Den løber gennem Ishavet, Asien, Stillehavet, Australasien, det Indiske Ocean, det Sydlige Ishav og Antarktis.